# ميليكوكو
ميليكوكو (بالإيطالية: Melicucco)‏ هي مدينة تقع في مقاطعة ريدجو كالابريا في إيطاليا .

## السكان
في سنة 1861 بلغ عدد السكان 989 نسمة، وتطور العدد ليصل في سنة 2011 لـ 5٬045 نسمة.
يظهر هذا المخطط البياني تطور النمو السكاني لـ ميليكوكو